# Joseph Vanel

a Compétitions nationales et continentales officielles uniquement.

b Matchs officiels uniquement.
Joseph Vanel, né le 19 mai 1927 à Saint-Fons et mort le 6 octobre 1997 à Villeurbanne, est un joueur de rugby à XIII français.
Il joue dans les années 1950 pour Lyon qui joue les premiers rôles en remportant le Championnat de France en 1951 et 1955 ainsi que la  Coupe de France en 1953 et 1954. Ses performances en club en rugby à XIII lui ont ouvert les portes de la sélection française avec huit sélections dont la tournée de l'équipe de France en 1955 et la Coupe d'Europe des nations 1956.

## Palmarès
- Collectif :
  - Vainqueur du Championnat de France : 1951 et 1955 (Lyon).
  - Vainqueur de la Coupe de France : 1953 et 1954 (Lyon).
  - Finaliste du Championnat de France : 1953 (Lyon).
  - Finaliste de la Coupe de France : 1951 (Lyon).

### Détails en sélection
| 1. | 11 juin 1955    | Australie        | 8-20  | Test-match     | Pilier | 0 | 0 | 0 | 0 |
| 2. | 2 juillet 1955  | Australie        | 29-28 | Test-match     | Pilier | 0 | 0 | 0 | 0 |
| 3. | 23 juillet 1955 | Australie        | 8-5   | Test-match     | Pilier | 0 | 0 | 0 | 0 |
| 4. | 6 août 1955     | Nouvelle-Zélande | 19-9  | Test-match     | Pilier | 3 | 1 | 0 | 0 |
| 5. | 13 août 1955    | Nouvelle-Zélande | 6-11  | Test-match     | Pilier | 0 | 0 | 0 | 0 |
| 6. | 8 janvier 1956  | Nouvelle-Zélande | 24-7  | Test-match     | Pilier | 0 | 0 | 0 | 0 |
| 7. | 15 janvier 1956 | Nouvelle-Zélande | 22-31 | Test-match     | Pilier | 0 | 0 | 0 | 0 |
| 8. | 10 mai 1956     | Angleterre       | 23-9  | Coupe d'Europe | Pilier | 3 | 1 | 0 | 0 |